# Söndagen före pingst
Söndagen före pingst är sedan 2003 års evangeliebok namnet på Sjätte söndagen efter påsk, och har underrubriken Exaudi från inledningsordet i det medeltida introitus. Den infaller 42 dagar (sex veckor) efter påskdagen.
Den liturgiska färgen är vit.
Temat för dagens bibeltexter enligt evangelieboken är Hjälparen kommer:, och en välkänd text är den episteltext ur Romarbrevet, där Paulus skriver
Ty jag är viss om att varken död eller liv, varken änglar eller andemakter, varken något som finns eller något som kommer, varken krafter i höjden eller krafter i djupet eller något annat i skapelsen skall kunna skilja oss från Guds kärlek i Kristus Jesus, vår herre.

## Svenska kyrkan

### Texter
Söndagens tema enligt 2003 års evangeliebok är Hjälparen kommer. De bibeltexter som används för att belysa dagens tema är:
| Första årgången                                                  | Andra årgången                                                         | Tredje årgången                                                                  | Psaltarpsalm       |
| Sakarja 14:6-9 Romarbrevet 8:16-18 Johannesevangeliet 15:26-16:4 | Femte Moseboken 31:6-8 Romarbrevet 8:31-39 Johannesevangeliet 16:23-33 | Första Kungaboken 19:9-16 Apostlagärningarna 1:12-14 Johannesevangeliet 16:12-15 | Psaltaren 33:18-22 |

### Fotnoter
1. ↑  ”Pingstdagen”. Svenska kyrkan. Arkiverad från originalet den 8 december 2015. https://web.archive.org/web/20151208183433/https://www.svenskakyrkan.se/troochandlighet/kyrkoarets-bibeltexter?helgdag=72. Läst 27 november 2015.
2. ↑   Den svenska psalmboken med tillägg. Stockholm: Verbum. 2005. sid. 1440–1443. Libris ht7wjxh8f3k4gcqk. ISBN 978-91-526-5515-3